# Sandra Torres (atlete)
Sandra Edith Torres Alvarez (La Falda, 21 december 1974) is een Argentijnse langeafstandsloopster, die is gespecialiseerd in de marathon. Ze werd meervoudig Argentijns kampioene op diverse lange afstanden. Ook won ze driemaal de marathon van Buenos Aires en nam deel aan de Olympische Spelen.

## Loopbaan
Haar eerste internationale medaille behaalde Torres in 1993. Toen veroverde ze een zilveren medaille op de 3000 m bij de Zuid-Afrikaanse jeugdkampioenschappen. Met een tijd van 10.04,9 eindigde ze achter de Ecuadoraanse Janeth Caizalitín (goud) en voor de Ecuadoraanse María Elena Calle (brons). Op de Olympische Spelen van 2004 in Athene vertegenwoordigde ze haar land op de marathon. Hier behaalde ze een 55e plaats in 2:54.48.
Sandra Torres is lid van de atletiekvereniging Capital Federal.

## Titels
- Ibero-Amerikaans kampioene halve marathon - 2003
- Argentijns kampioene 10.000 m - 1999, 2003, 2006
- Argentijns kampioene halve marathon - 2002
- Argentijns kampioene marathon - 1999, 2001, 2004
- Argentijns kampioene veldlopen (lang afstand) - 2003
- Zuid-Amerikaans jeugdkampioene 3000 m - 1993

## Persoonlijke records
Baan
| Onderdeel | Prestatie | Datum             | Plaats       |
| --------- | --------- | ----------------- | ------------ |
| 3000 m    | 9.37,2    | 20 september 2003 | La Plata     |
| 5000 m    | 16.44,85  | 20 april 2002     | Buenos Aires |
| 10.000 m  | 35.07,7   | 11 juli 1998      | Córdoba      |

Weg
| Onderdeel      | Prestatie | Datum            | Plaats        |
| -------------- | --------- | ---------------- | ------------- |
| halve marathon | 1:16.12   | 9 september 2001 |               |
| marathon       | 2:39.02   | 27 november 2005 | San Sebastian |

## Palmares

### halve marathon
- 2002:  Zuid-Amerikaanse kamp - 1:17.37
- 2003:  Ibero-Amerikaanse kamp. - 1:04.36 (parcours was 18,2 km)

### marathon
- 1999:  marathon van Buenos Aires - 2:47.36
- 2001:  marathon van Buenos Aires - 2:51.11
- 2004: 55e OS - 2:54.48
- 2006:  marathon van Buenos Aires - 2:49.04